# Křížový vrch (Ruda)
Křížový vrch (německy Kreutzberg) u Rudy je vrchol v Nízkém Jeseníku, který je známý pozoruhodnou křížovou cestou se čtrnácti zastaveními, představenými uměleckými plastikami tvaru srdce na dříku, obsahujícími reliéfy pašijových scén. Barokní památka z r. 1760 je působivě začleněna do místní krajiny. Křížová cesta a kostel Panny Marie Sněžné v Rudě byly v roce 2018 prohlášeny za národní kulturní památku. Vyhledávaný turistický cíl a poutní místo.

## Historie
Křížovou cestu zřídil v roce 1760 na svůj náklad Jiří Gröschelsberger, jeden z posledních královských rychtářů města Uničova. Nejprve nechal v Rudě vybudovat kostel Panny Marie za záchranu svého života při nehodě, když jeho kočár sjel do propasti. Od kostela na blízký Křížový vrch pak nechal postavit 14 zastavení křížové cesty včetně Kalvárie. Spolu s manželkou ke kostelu připojili významnou nadaci k zajištění provozu v budoucnosti.
Soubor byl opravován v r. 1836 a v 2. polovině 20. století na něm bylo provedeno několik restaurátorských zásahů. Největší oprava byla provedena v letech 2008-2009 olomouckým ateliérem restaurátora Ladislava Werkmana.

## Popis
Křížová cesta začíná u filiálního kostela Panny Marie Sněžné v Rudě a končí na blízkém Křížovém vrchu (589 m n. m.), kde je umístěno monumentální sousoší kalvárie jako 12. zastavení. Po něm následují ještě dvě zastavení, kterými soubor končí. Křížový vrch tvoří výraznou dominantu krajiny a poskytuje daleký výhled ve spojení s duchovním zážitkem.
Soubor vyniká neobyčejným výtvarným a kompozičním řešením. Jednotlivá zastavení tvoří ozdobné, asi 3,5 metru vysoké sloupy z maletínského a mladějovického pískovce. Na tvarovaných soklech jsou ve střední části umístěna zrcadla s tesanými nápisy v němčině, které popisují jednotlivé výjevy zastavení. Výrazná římsa nese nástavec srdcovitého tvaru, v kartuších na přední straně jsou vlastní reliéfy. Na zadní části jsou vytesána jména donátorů, kteří se podíleli na opravě v 19. století. Sloupy jsou zakončeny křížem, který jakoby vyrůstal z vrcholu srdce.
Dvanácté zastavení Ukřižování je pojato odlišně a vytváří dominantu celého souboru (výška cca 7 m). Má podobu figurálního sousoší, kde na masivním podstavci stojí kříž s tělem Ježíše Krista. U paty kříže klečí Máří Magdaléna, po stranách na nižších soklech stojí vlevo postavy Panny Marie a vpravo Jana Evangelisty.
Autor díla dosud nebyl spolehlivě určen.

### Nápisy na jednotlivých zastaveních
Seznam textů.
- 1. zastavení – Ježíš odsouzen na smrt. Nápis v kartuši: I / STATION / IESUS WIRD / VON PILATO / ZUM TOT / VOLKOMENER / ABLAS. Vzadu: Die ganze geme.... gemeinde.
- 2. zastavení – Na Ježíše vložen kříž. Nápis v kartuši: II. / STATION / IESUS NIMET / DAS CREUTZ / AUFF SEINE HEIL / IGE SCHULTERN / VII IAHR ABLAS / VND VII. Ú VON ADARAGEN. Vzadu Johann u. Maria Hanel.
- 3. zastavení – Ježíš padá poprvé pod křížem. Nápis na kartuši: III. / STATION / JESUS FELLT / DAS ERSTE / MAHL.UNTER / DEM CREUITZ. / VII. IAHR ABLAS. / VND. VII. / QVADRAGEN.
- 4. zastavení – Ježíš se potkává se svou matkou. Nápis na kartuši: IIII / STATION / IESUS BEGEGNET / SEINER BETRÜIB- / TEN MUTTER / VII.IAHR ABLAS. /UND / VII. QUADRAGEN.
- 5. zastavení – Simon Cyrenský pomáhá Ježíši nést kříž. Nápis na kartuši: V. / STATION. / IESUS BEKOMT / ZU EINER BEY / HÜLFF SIMONEM / CYRENAEUM / VII. IAHR ABLAS / UND VII / QUADRAGEN.
- 6. zastavení – Veronika podává Ježíši roušku. Nápis na kartuši: VI / STATION / IESU WIRD VON / VERONICA EIN / SCHWEISTUCH / GEREICHET / VII IAHR ABLAS / UND VII / QUADRAGEN.
- 7. zastavení – Ježíš padá podruhé pod křížem. Nápis na kartuši: VII / STATION / IESUS FALT / DAS ANDERTE / MAHL UNTER / DEM CREUTZ / VII. IAHR ABLAS / UND VII / QUADRAGEN.
- 8. zastavení – Ježíš utěšuje plačící ženy. Nápis na kartuši: VIII / STATION / IESUS TRÖSTET / DIE ÜBER IHN / WEINENDE / WEIBER / VII. IAHR ABLAS / UND VII / QUADRAGEN.
- 9. zastavení – Ježíš padá pod křížem potřetí. Nápis na kartuši: IX / STATION / IESUS PA... / UNTER DEM / CREUTZ DAS / DRITTE MAHL / VII. IAHR BLAS.
- 10. zastavení – Ježíš zbaven šatu. Nápis na kartuši: X / STATION / IESUS WIRD / ENTBEÖSET MIT / GALLUND ESSIG / GETRAENCKT / VII. IAHR ABLAS / UND VII. / QUADRAGEN. (Ježíš byl žlučí a napojen octem)
- 11. zastavení – Ježíš přibíjen na kříž. Nápis na kartuši: XI / STATION / IESUS WIRT / AN DAS / CREUTZ / GENAGELT / VOLL / KOMENER / ABLAS
- 12. zastavení – je upraveno jako velké sousoší Kalvárie. Ukřižování se sochami obou Marií a sv. Jana. Nápis na kartuši: XII / STATION / IESUS WIRD ERHÖ / HET UND STIRBT / AM CREUTZ / VOLL / KOMMENER / ABLAS / RENOWIRT ANO / DOMINE / 1836. (12. zastavení „Ježíš byl povýšen a skonal na kříži“)   Vzadu na kříži : Johann / und Maria Anna / Dreischler.
- 13. zastavení – Ježíšovo bezvládné tělo sňato a položeno na klín matky. Nápis na kartuši: XIII / STATION / IESUS WIRD VON / CREUTZ ABGE / LÖST UND IN / DIE SCHOS SEI / NER MUTTER / GELEGT. / VOLLKOMENER / ABLAS.
- 14. zastavení – Ježíšovo tělo je položeno do hrobu. Nápis na kartuši: XIV / STATION / IESUS WIRD / INS GRAB / GELEGT / VOLL / KOMENER / ABLAS.

## Galerie

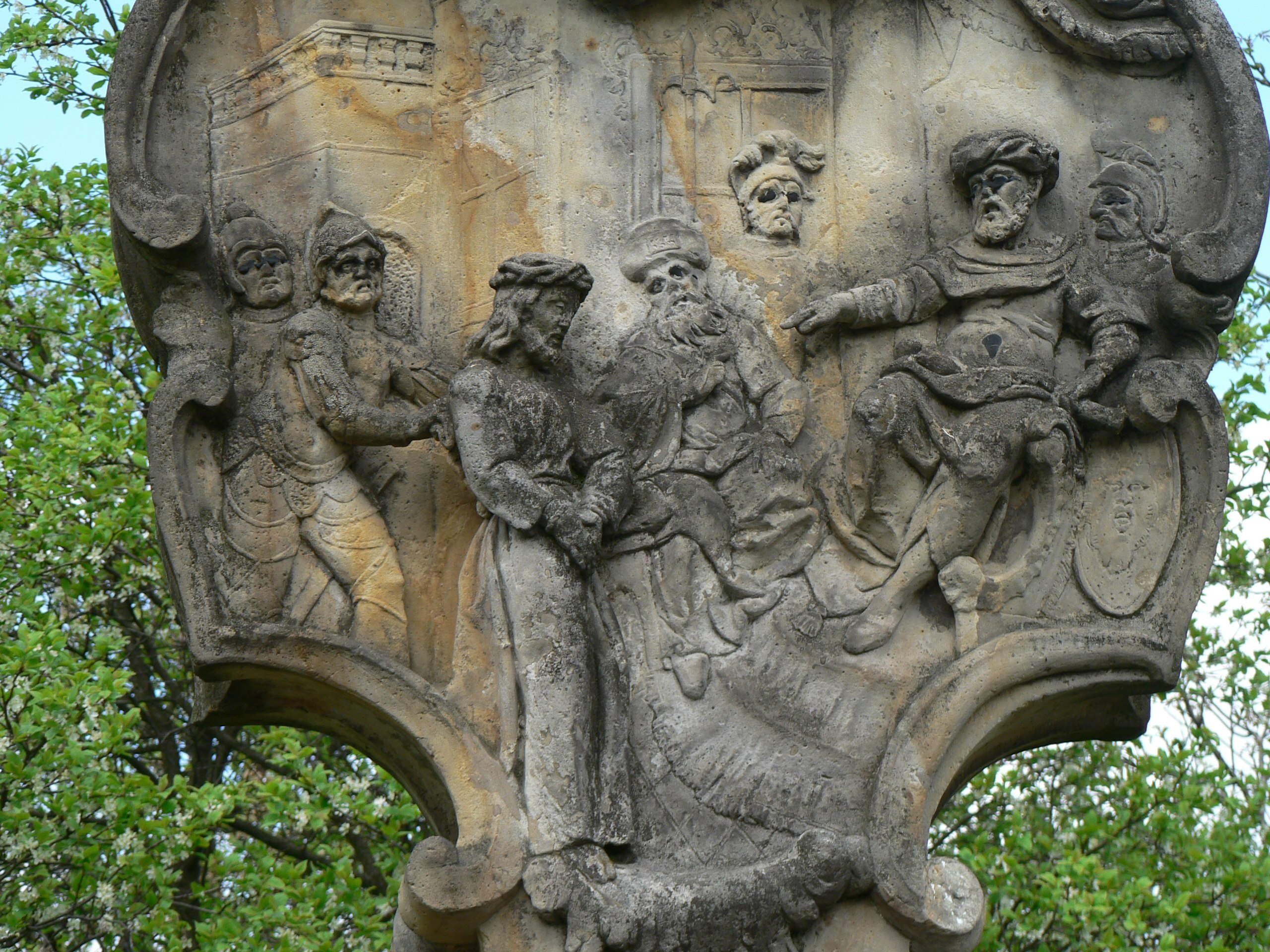
(1) Ježíš je odsouzen k smrti
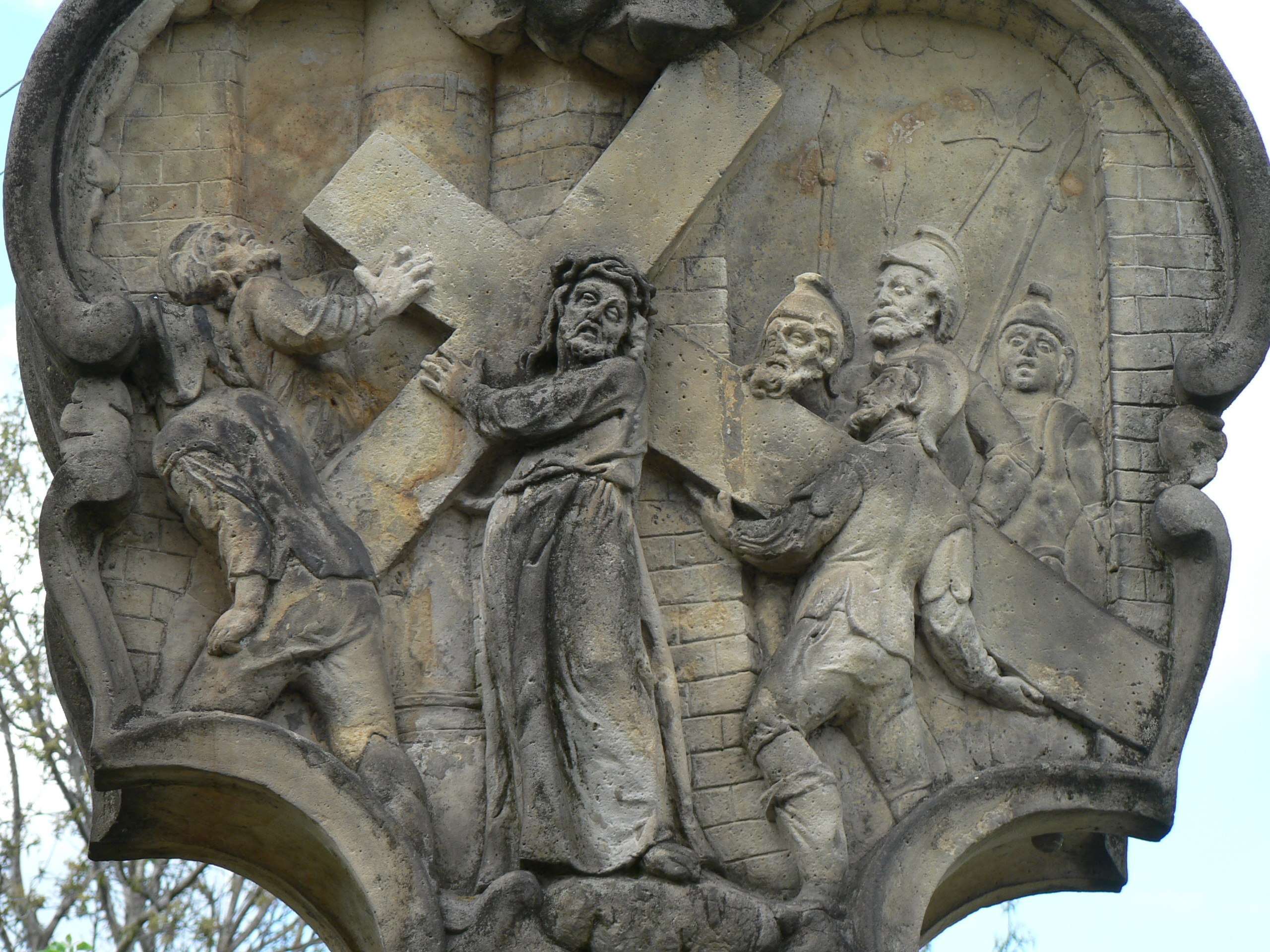
(2) Ježíš přijímá kříž
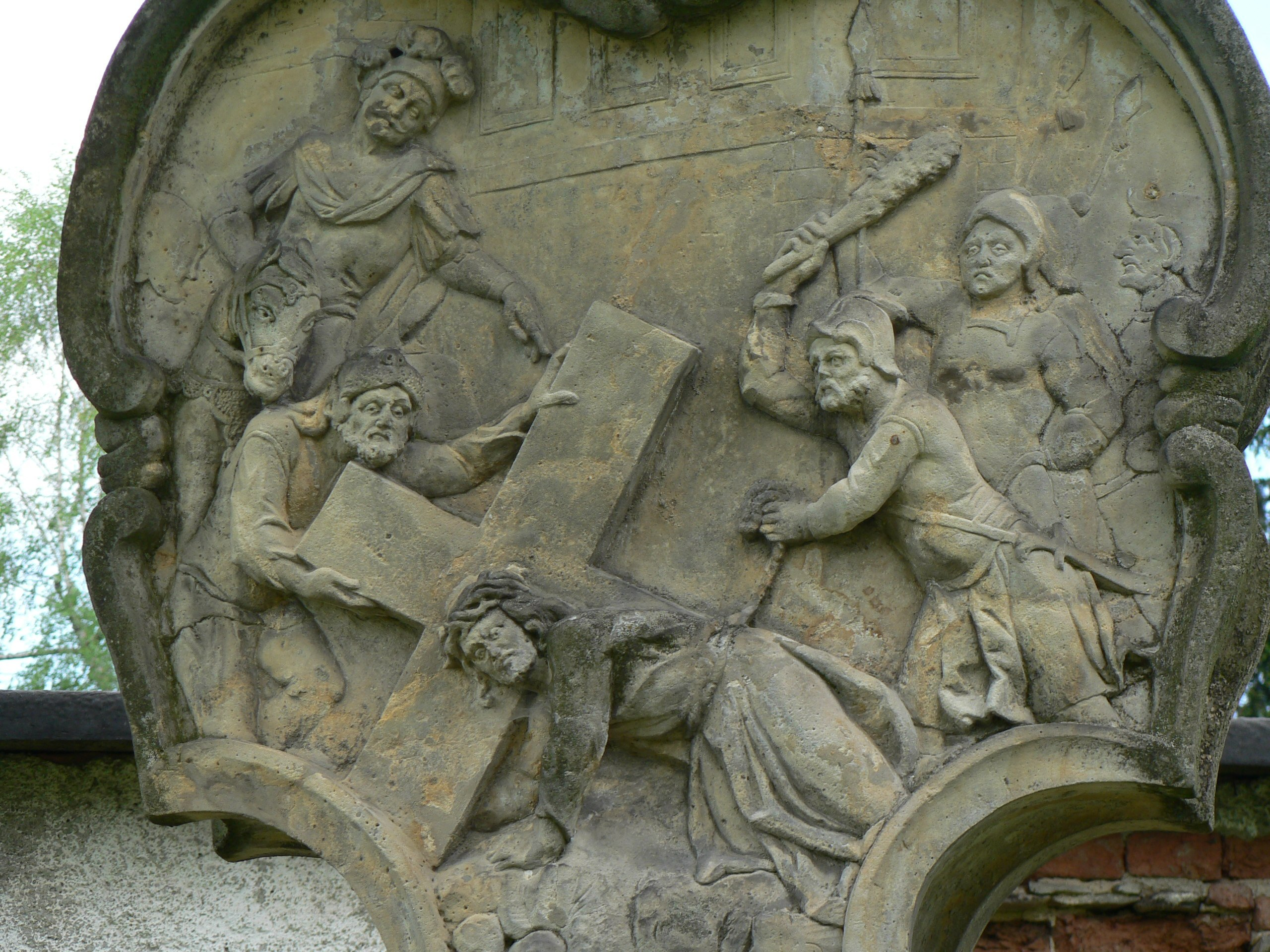
(3) Ježíš padá poprvé
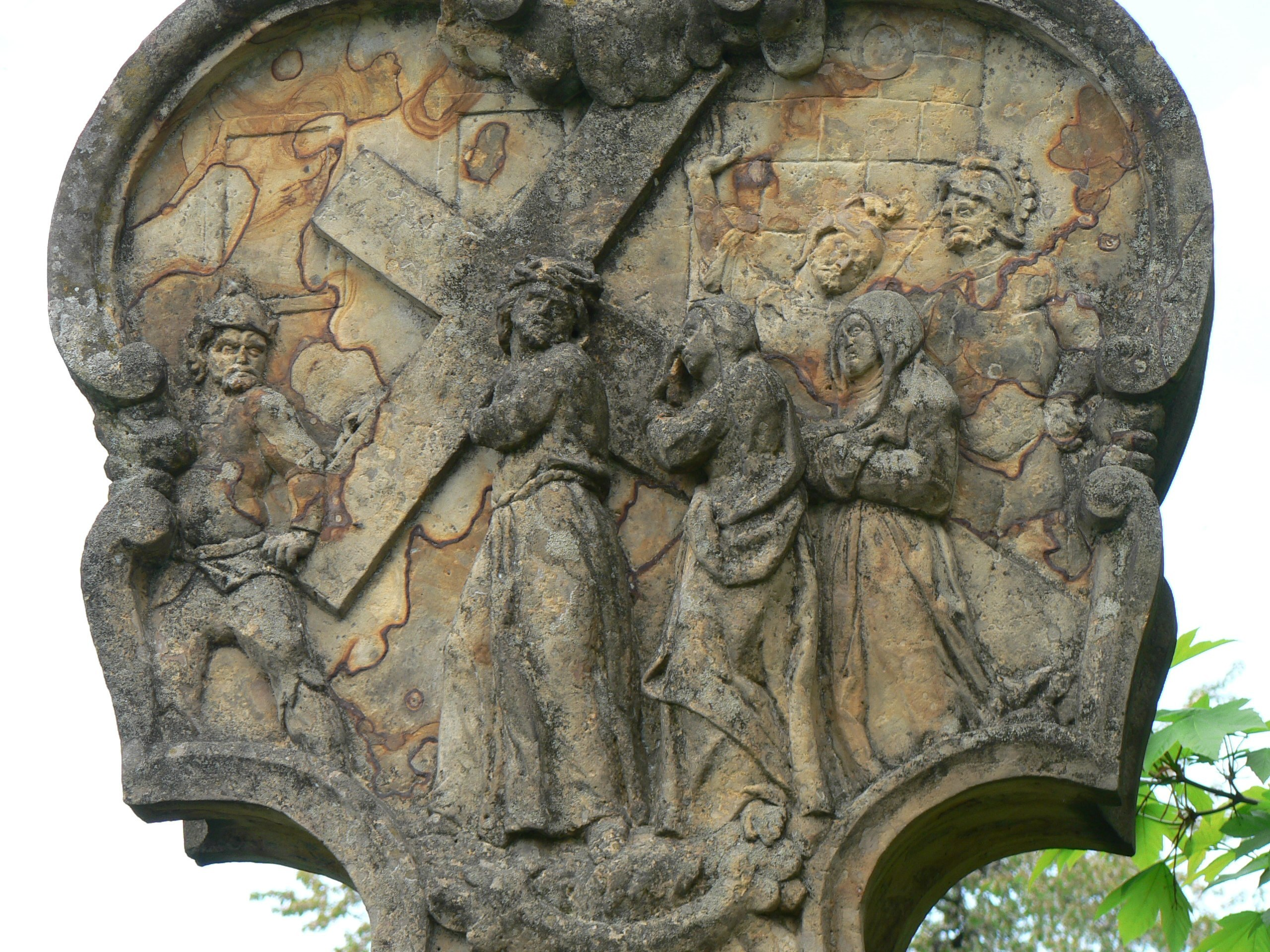
(4) Setkání s Pannou Marií
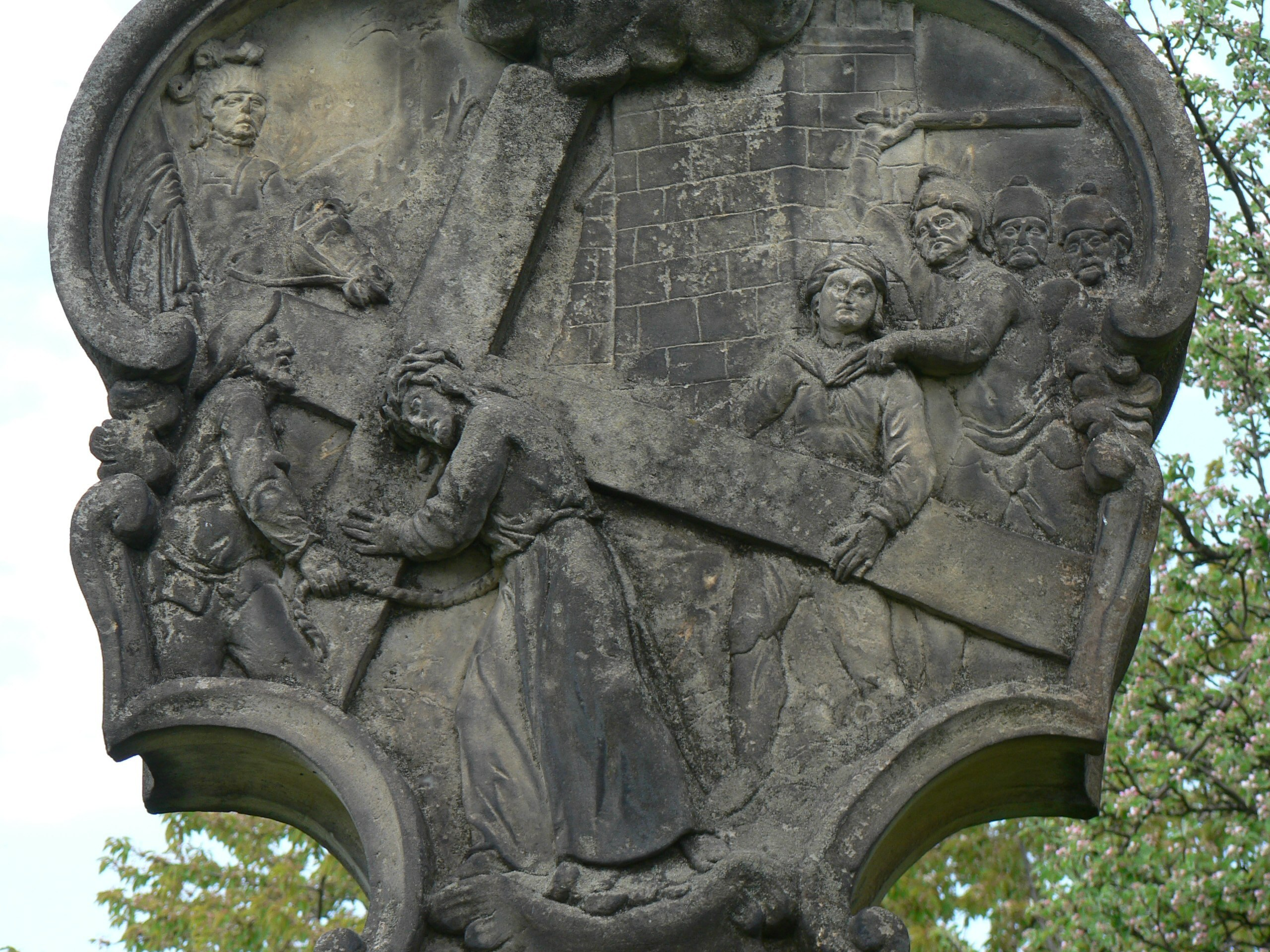
(5) Šimon pomáhá nést kříž
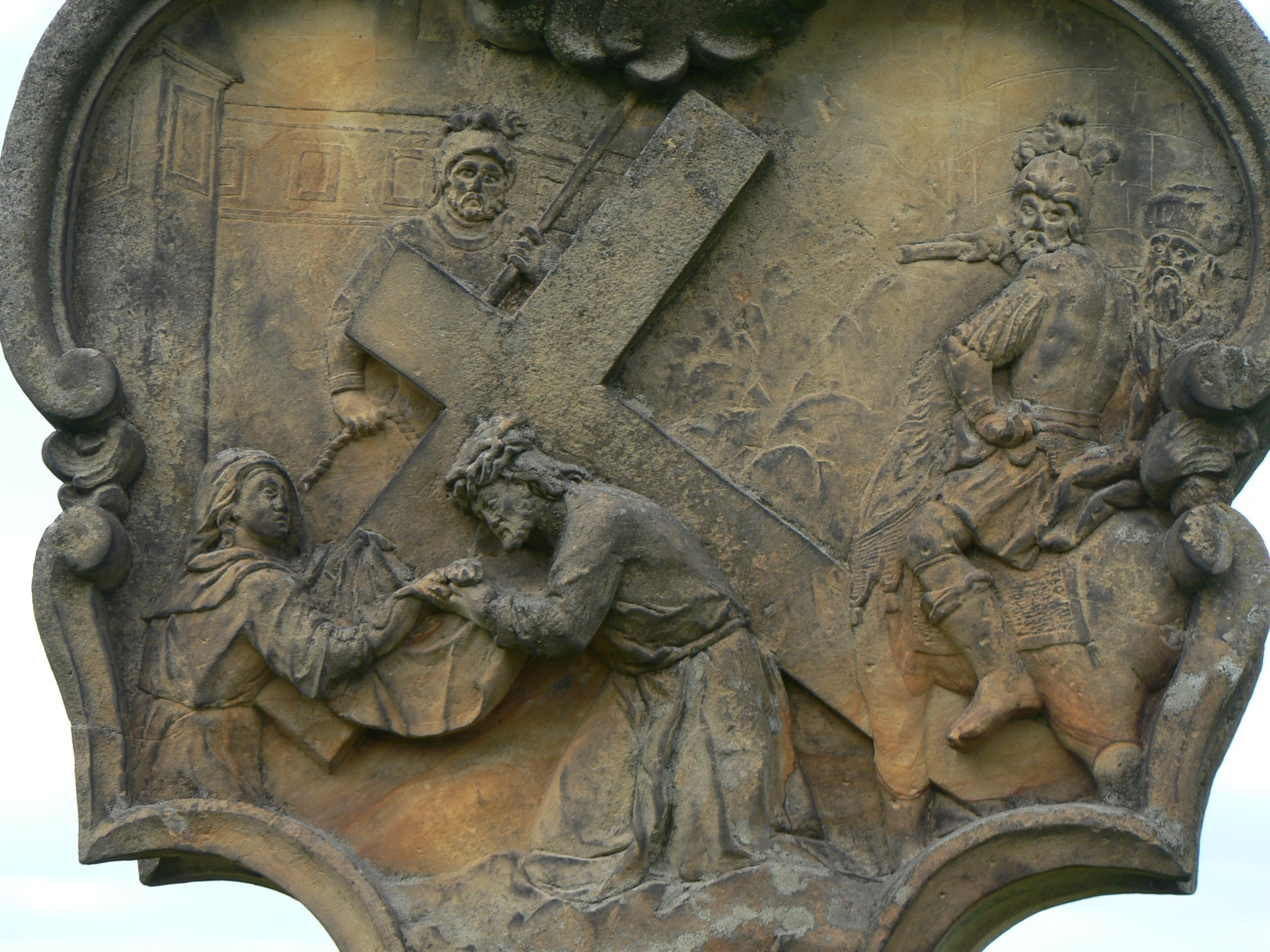
(6) Veronika osušuje Kristovi tvář
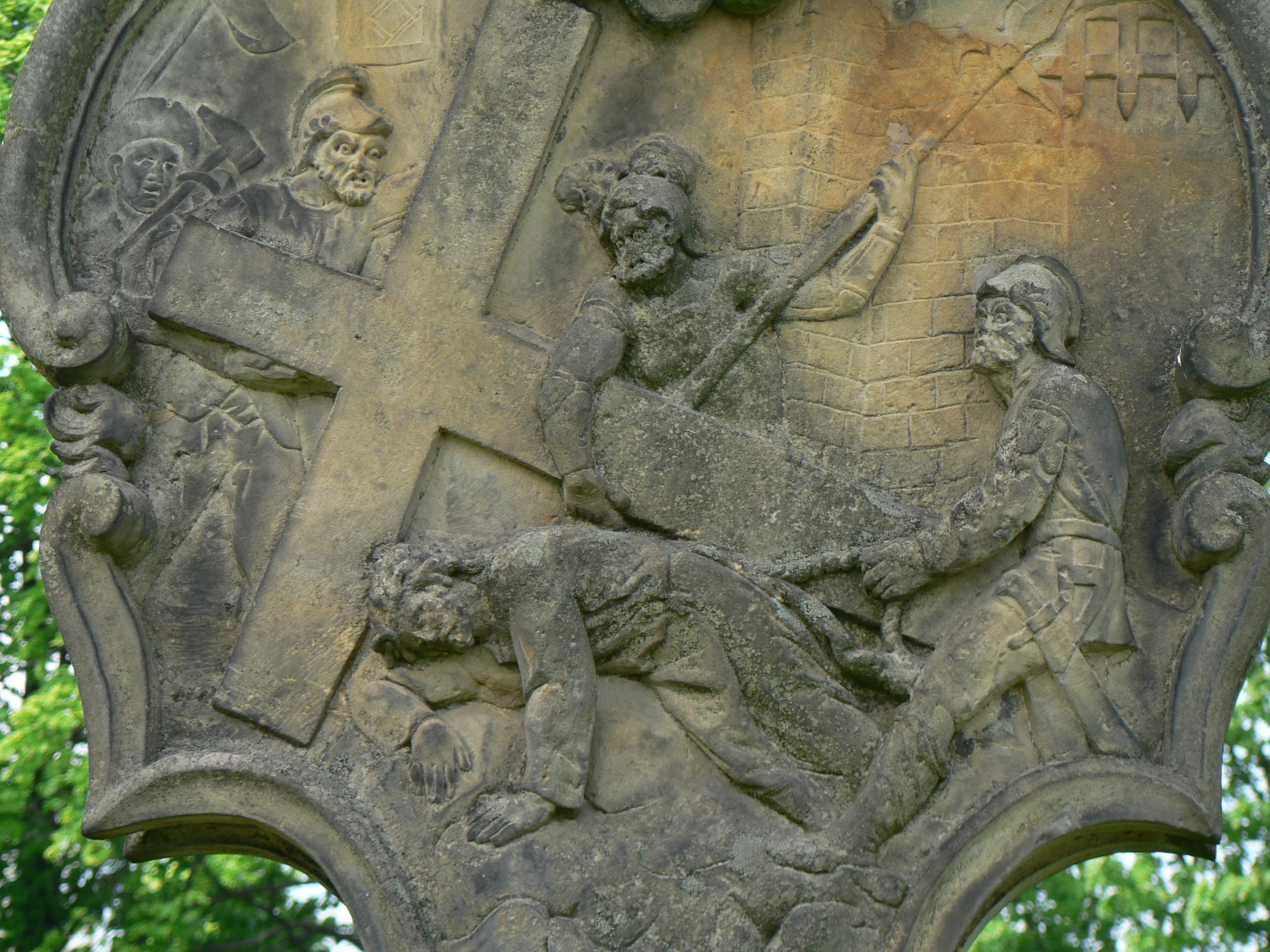
(7) Ježíš padá podruhé
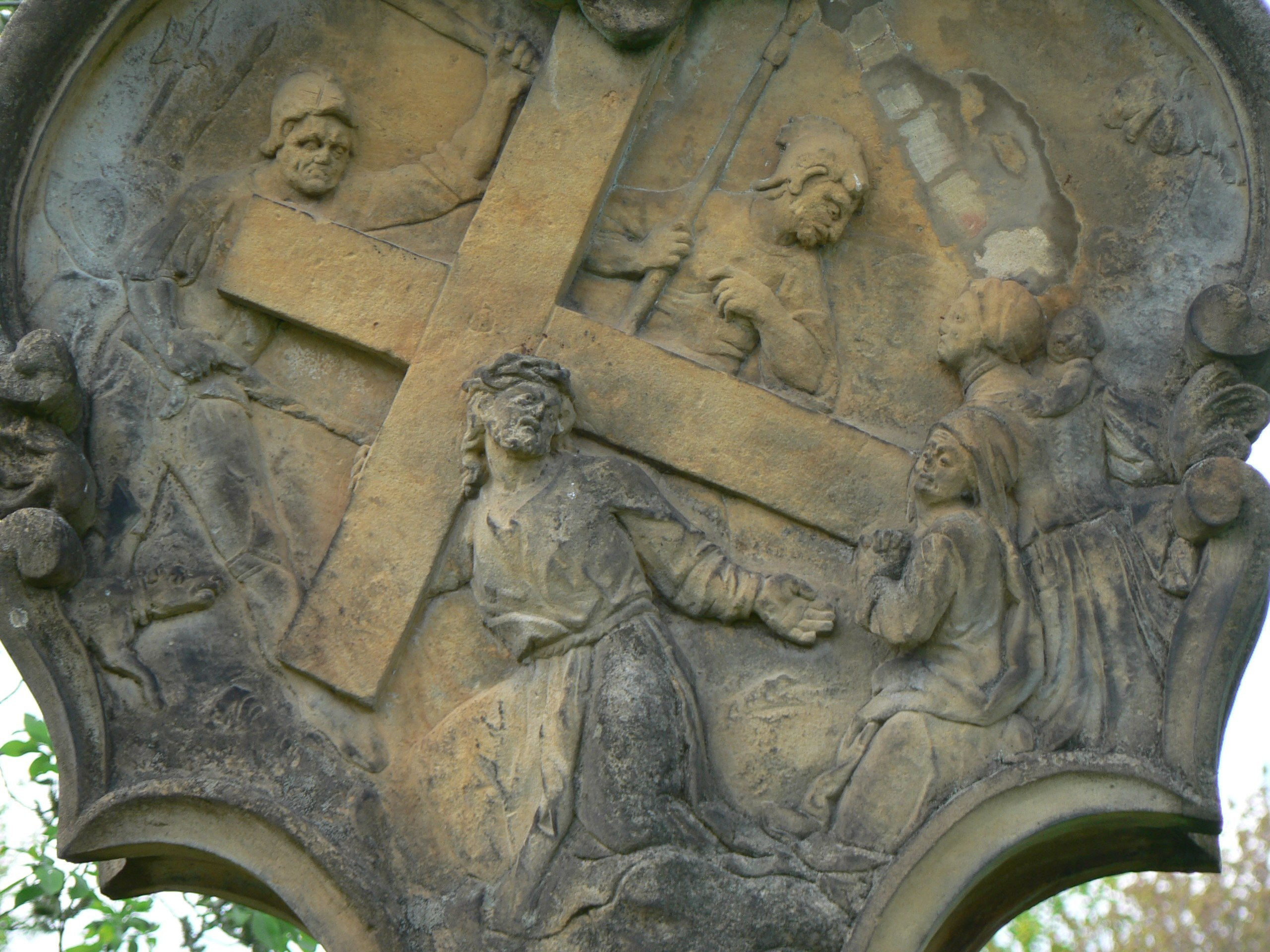
(8) Ježíš utěšuje jeruzalémské ženy
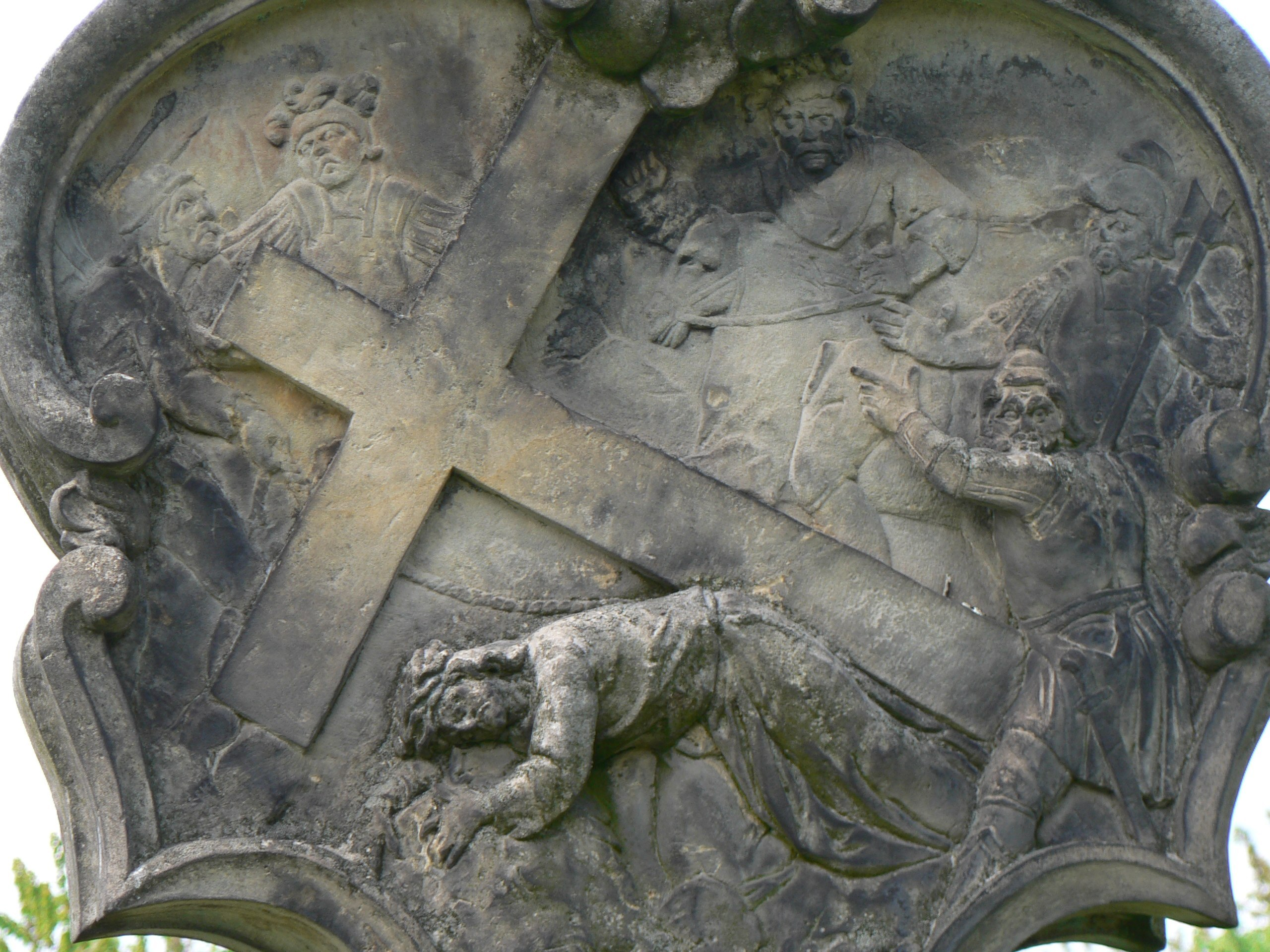
(9) Ježíš padá potřetí
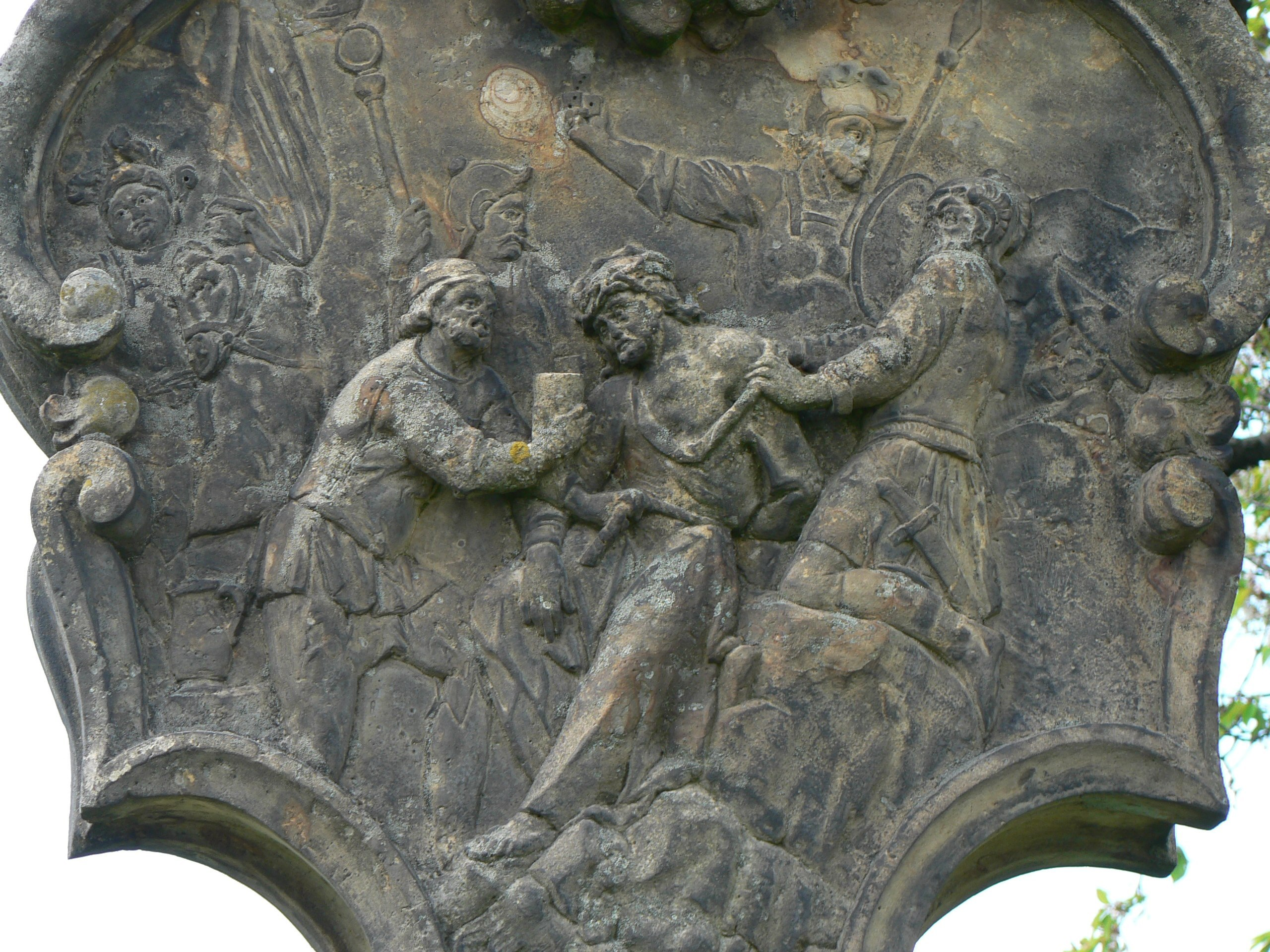
(10) Ježíš je oloupen o šat
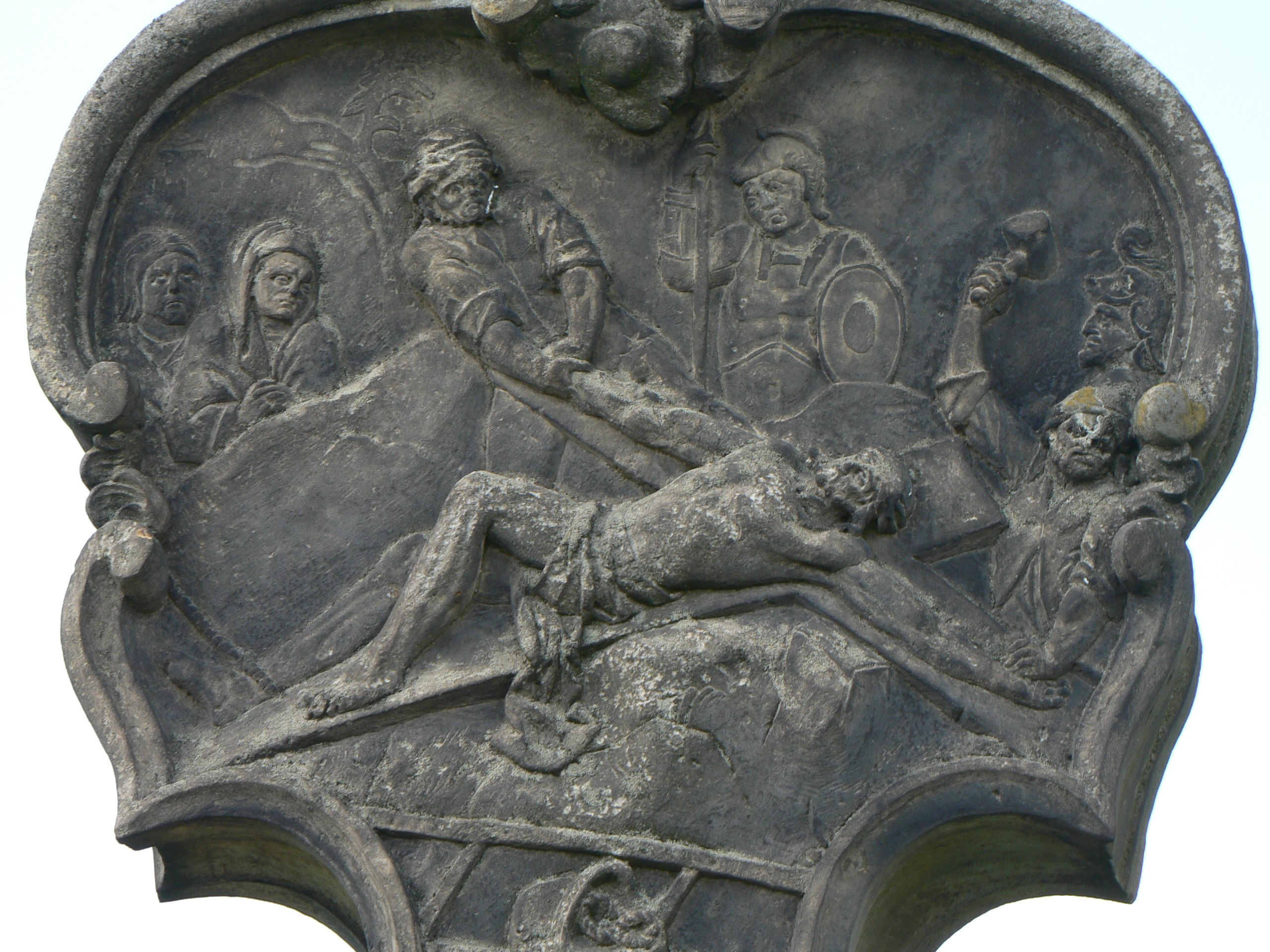
(11) Přibíjení na kříž
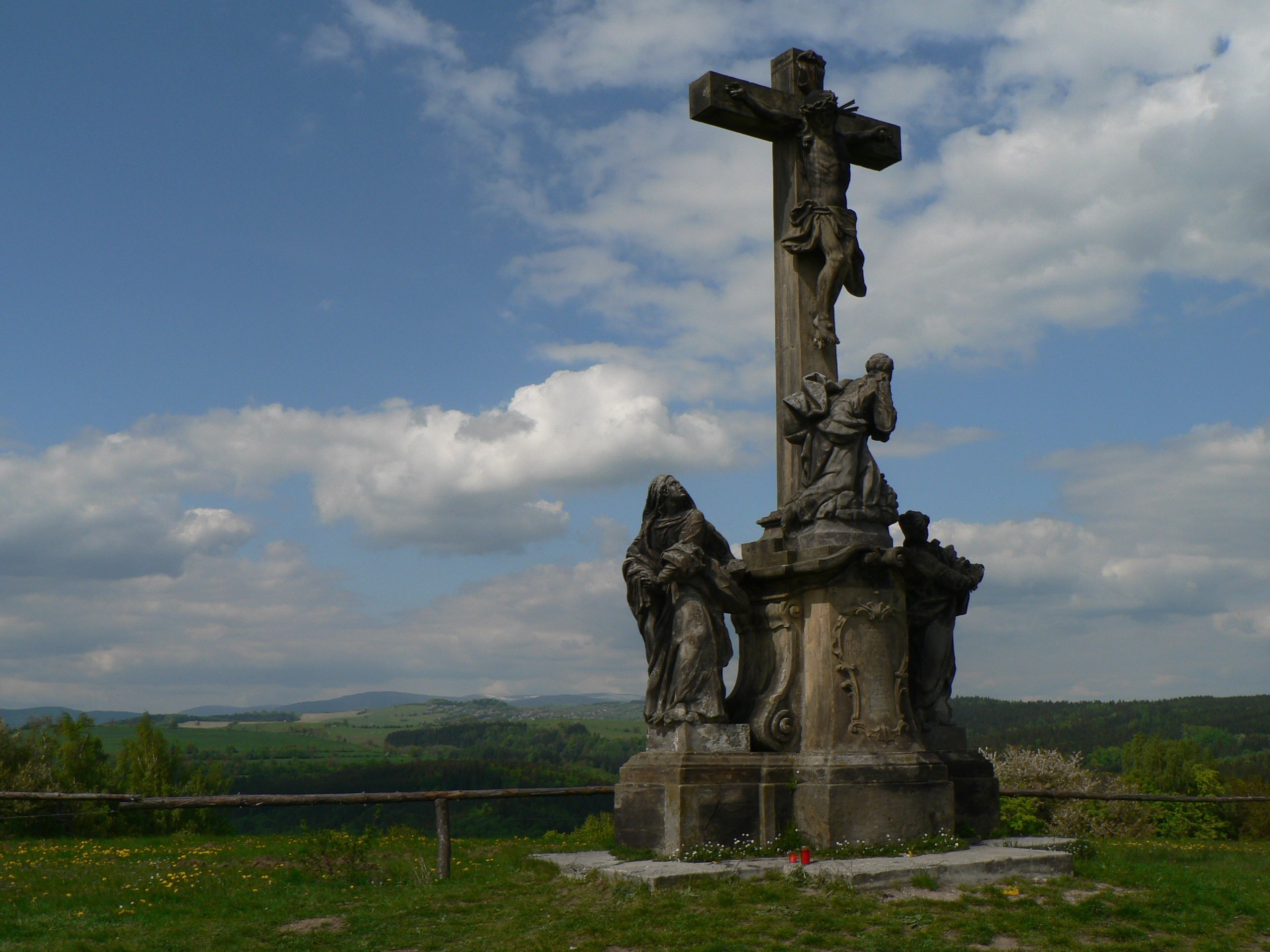
(12) Ukřižování
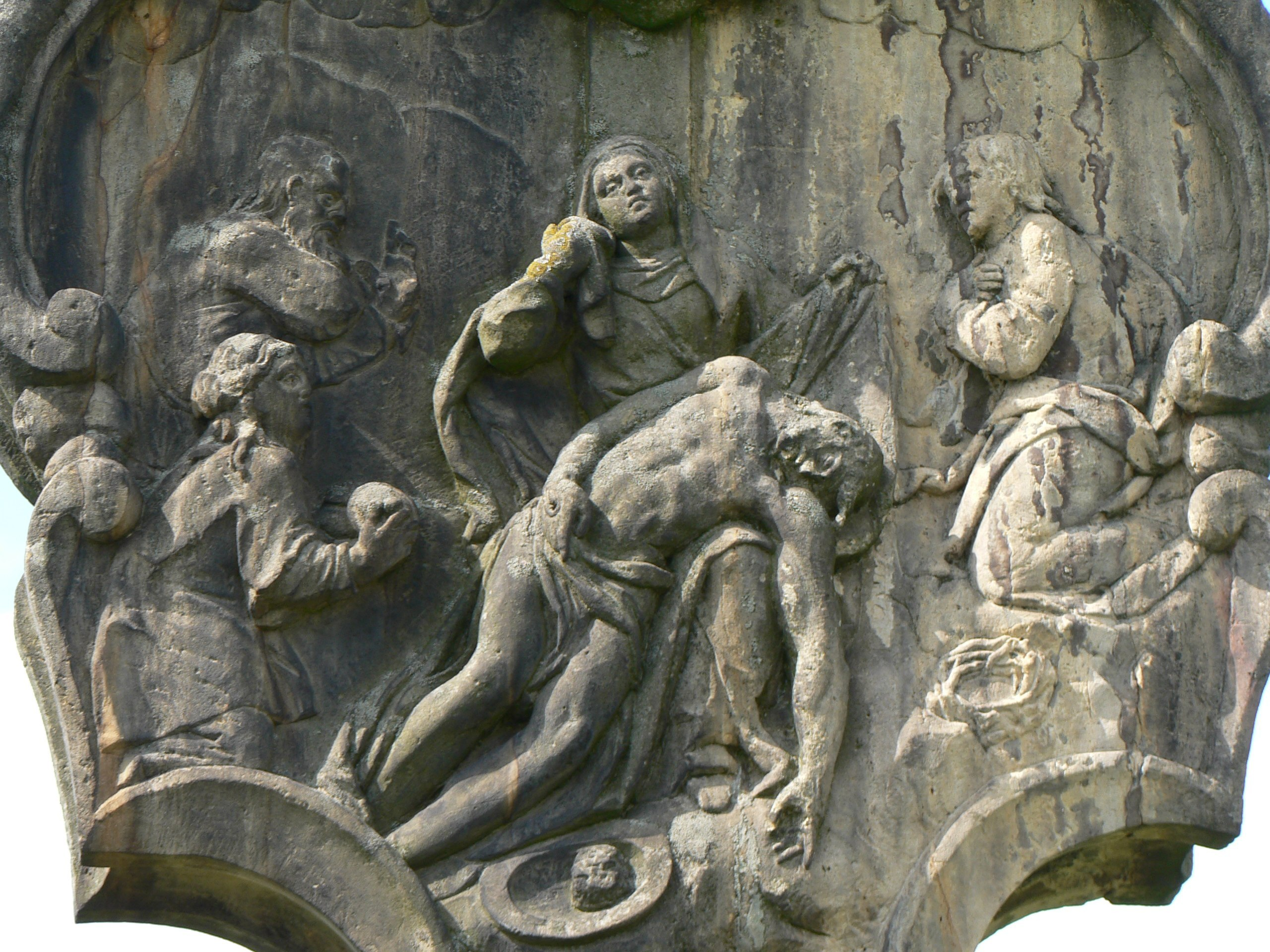
(13) Snímání z kříže
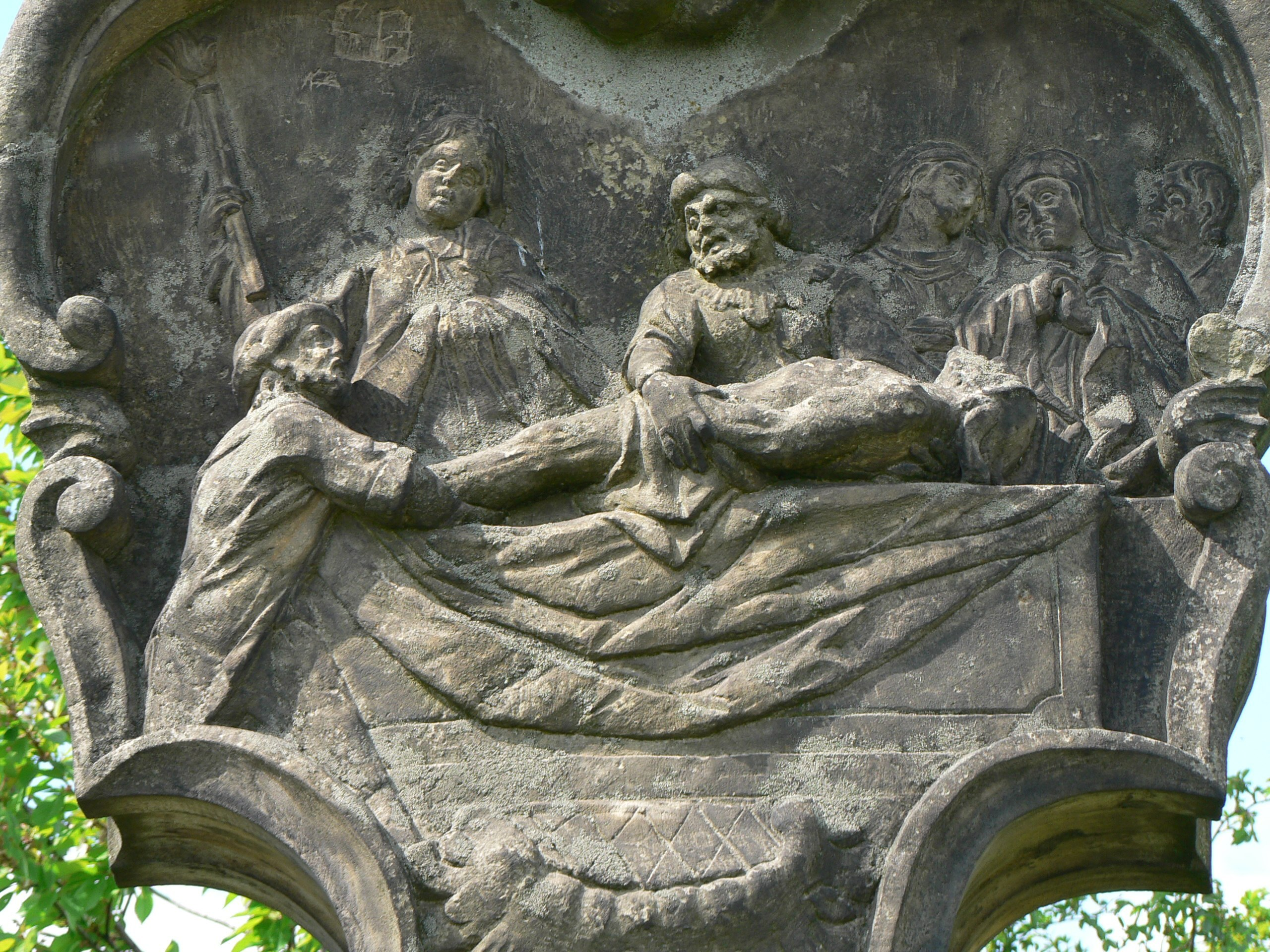
(14) Kladení do hrobu